# Pinocchio perché no?/La canzone di Paul
Pinocchio perché no?/La canzone di Paul è un singolo  pubblicato nel 1980 dalla RCA (catalogo BB 6430).

## I brani

### Pinocchio perché no?
Pinocchio perché no? è un brano musicale scritto da Carla Vistarini, su musica di Fabio Massimo Cantini e Luigi Lopez e arrangiato da Mario Vicari. Il brano è stato inciso dallo stesso Lopez come sigla dell'anime Le nuove avventure di Pinocchio.

#### Curiosità
Il brano vedeva nei cori una giovanissima Laura Migliacci poi entrata a far parte del cast di Non è la Rai.

### La canzone di Paul
La canzone di Paul è un brano musicale scritto da Claudio Natili e Silvio Subelli su musica di Flavio Carraresi e Ignazio Polizzy Carbonelli; l'arrangiamento e la realizzazione sono dello stesso Polizzy Carbonelli. Il brano è stato inciso da Patrizia Pradella come sigla dell'anime Il fantastico mondo di Paul.

## Tracce
Lato A
1. Pinocchio perché no? – 2:54 (testo: Carla Vistarini – musica: Fabio Massimo Cantini, Luigi Lopez)

Lato B
1. La canzone di Paul – 2:14 (testo: Claudio Natili, Silvio Subelli – musica: Flavio Carraresi, Ignazio Polizzy Carbonelli)